# جولياتي

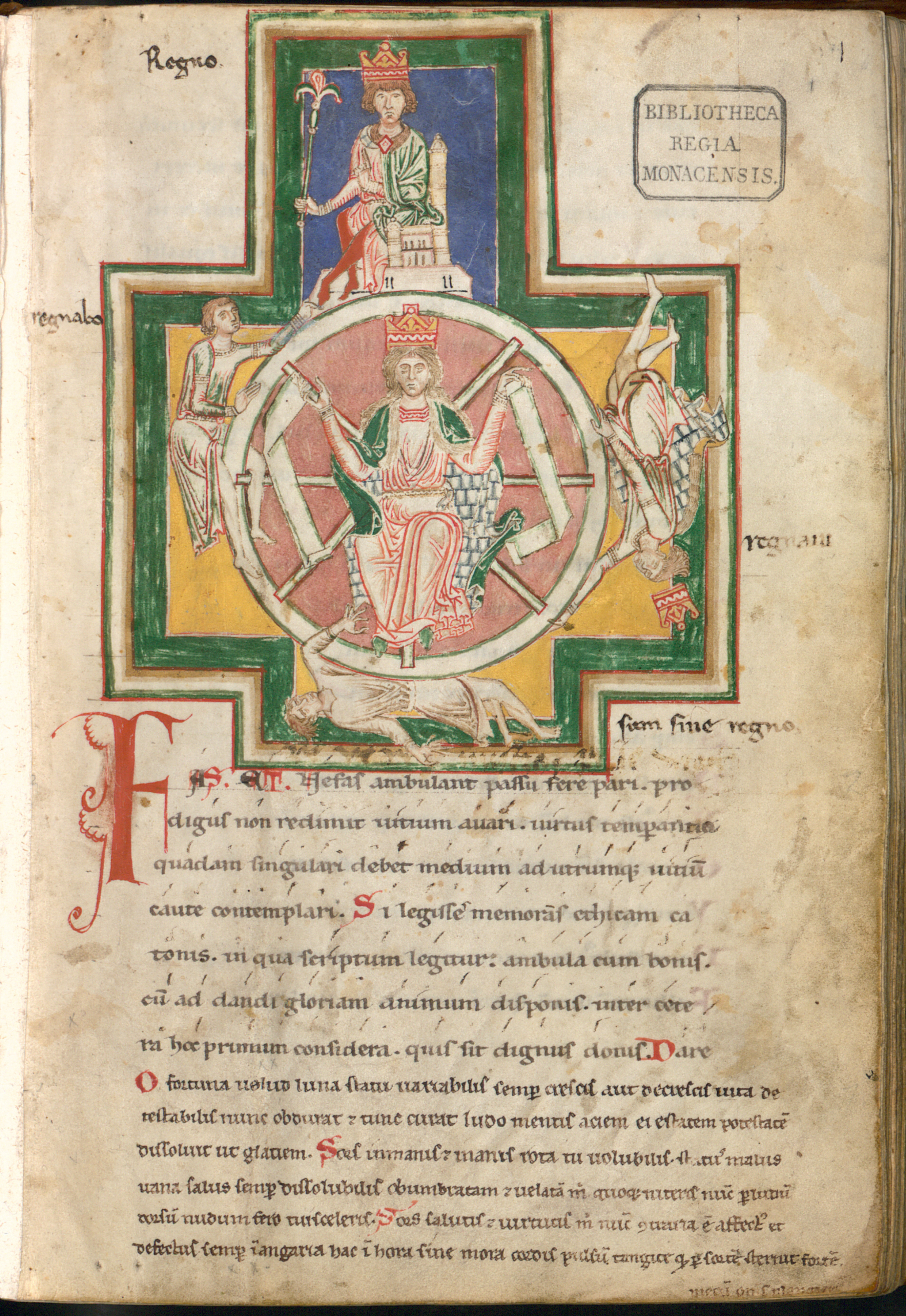
صورة من القرنين الحادي عشر حتى الثالث عشر لكارمينا بورانا، وفيها مجموعة غنائية جولياتية متشردة لدير بينيديكتبويرن

الجولياتي (الإسبانية: Goliardo) أو الغولياردي أو الجولياردي هو مصطلح استخدم في العصور الوسطى لينسب إلى مجموعة من الكهنة الجوالين والطلبة الفقراء الصعاليك الذين انتشروا في أوروبا نتيجة نشأة الحياة المدنية وظهور الجامعات في القرن الثالث عشر. كان الجزء الأكبر منهم قد درس في جامعات فرنسا وألمانيا وإيطاليا وإنجلترا. ورغم شهرتهم في العصور الوسطى فإن وجودهم يعود إلى عهود سالفة، إذ يذكر في القرن الرابع الميلادي أن مجمع نيقية قد أدان فئة من الكهنة يعيشون حياة فاسقة، وشبهوا هؤلاء لاحقاً بالجولياتيين. ويذكر أيضاً الكهنة المتشردين العاطلين عند الرجوع إلى قانون الرهبان البندكتيين وإلى القوانين الكنسية الأخرى.

## أصل الكلمة
ما زال أصل اشتقاق مصطلح جولياتي غير مؤكد. فقد يعود إلى الكلمة الفرنسية القديمة غوليار والتي تعني «كاهن يعيش حياة غير منتظمة». وقد يكون المصطلح قد تغير عبر الزمن من المسمى اللاتيني العامي جينز غولاي gens Goliae وتعني شعب الشيطان، من اللاتينية غولاي وهو العملاق جوليات (حسب الإنجيل) أو الشيطان، نظراً للتشابه الصوتي بين غولاي مع الاسم الإنجيلي جوليات، والذي حمل معنى الشيطان منذ القدم، وهو مصطلح لاتيني من القرون الوسطى للعملاق الذي صارع الملك ديفيد، واستخدم هذا المصطلح ليؤكد على هويتهم كطلاب مزارعين وسكّيرين أساؤوا إلى السلطة الكنسية والسياسية.
وقد يكون للاسم علاقة بالشراهة النهِمة gula. ومن الاحتمالات الأخرى على اشتقاق هذه الكلمة ما يعود إلى «الأسقف جولياس» وهو قديس أسطوري جعل منه الجولياتيين مرجعاً لهم في ذلك الوقت. وأخيرا وليس آخراً، فإن الكثير من الباحثين في هذه القضية يعتقدون أنه يرجع إلى خطاب كتبه القديس برنارد من كليرفو إلى البابا إنوسنت الثاني يشير فيها القديس إلى الفيلسوف بيار أبيلار على أنه جوليات، رابطاً هكذا بين الفيلسوف وبين أتباعه.

## أسلوب الحياة
ليس من الغرابة أن المجامع المسكونية المتعاقبة قد أدانت الجولياتيين واتهمتهم بالانحراف عن الحياة الكنسية القويمة، وخافوا أن يتمكنوا من خلق طوائف جديدة وأخويات لهم.

## أعمالهم وأهميتها
بالرغم من أسلوب حياتهم إلا أن أبرز ما كان يميز الجولياتيين هو أدبهم. فكتب الكثير منهم الشعر الهجائي اللاتيني، وعبّروا من خلاله عن استيائهم ونقدهم للكنيسة والمجتمع القائم والسلطة، وكتبوا مقطوعات غنائية حول مدح النبيذ والحانة واللهو والنساء والحب. تطور غناء الشعر الجولياتي في جميع أنحاء أوروبا خلال العصور الوسطى. وعادة ما تكون هذه المقطوعات مجهولة اسم المؤلف ولكنها متنوعة ما بين قصائد بسيطة وقصائد متقنة الكتابة.
في إسبانيا، كان الجولياتي يسمّى سوبيستا من كلمة سوبا أو شوربة وهو طالب فقير يتنقل عازفا في الحانات مقابل طبق شوربة، ومنها اشتق مصطلح تونا وهي أخوية من طلبة الجامعات بزي موحد يعزفون مواضيع موسيقية من الفلكلور الإسباني.
واستوحى كارل أورف أغنيته كارمينا بورانا (كنتاتا) من هذا النوع من كتابات القرون الوسطى.